# Gianni Morandi (album 1963)
Gianni Morandi è il primo album dell'omonimo cantante italiano, pubblicato nel 1963.

## Il disco
Dopo la pubblicazione di alcuni singoli di successo tra il 1962 e il 1963 per la RCA Italiana tra cui il famoso Fatti mandare dalla mamma a prendere il latte Morandi pubblica il suo primo 33 giri contenente alcuni di questi singoli di notevole successo.
Le canzoni sono quindi già quasi tutte pubblicate, l'unico brano non stampato anche su 45 giri è 24 ore al giorno. Per la precisione Andavo a cento all'ora, Loredana, Go-Kart Twist, Corri corri (contenuta nella colonna sonora del film I motorizzati di Camillo Mastrocinque) e Fatti mandare dalla mamma... furono pubblicati nel 1962, mentre Sono contento (la prima canzone scritta interamente da Morandi), Il primo Whisky, Che me ne faccio del latino e Ho chiuso le finestre nel 1963.
In quasi tutti i brani cantano anche I cantori moderni di Alessandroni, l'album è stato ristampato in CD nel 1999 dalla BMG Ricordi.
I brani Fatti mandare dalla mamma..., Che me ne faccio del latino e Ho chiuso le finestre saranno in seguito inclusi nel film In ginocchio da te uscito nel 1964, mentre in Non son degno di te del 1965 vi sono È colpa mia, 24 ore al giorno e Il primo whisky.
Tutti gli arrangiamenti sono curati da Ennio Morricone, che dirige l'orchestra; i cori sono eseguiti dai Cantori moderni di Alessandroni in Corri corri e dai 4+4 di Nora Orlandi in È colpa mia ed Ho chiuso le finestre.
L'album è presente nella classifica dei 100 dischi italiani più belli di sempre secondo Rolling Stone Italia alla posizione numero 75.

## Tracce
Lato A
1. Andavo a cento all'ora[4] (testo di Camucia; musica di Toni Dori e Mario Cantini) - 2:30
2. È colpa mia (All by myself alone) (testo italiano di Camucia; testo originale e musica di Linda Gertz) - 2:41
3. Fatti mandare dalla mamma a prendere il latte (testo di Franco Migliacci; musica di Luis Bacalov) - 2:14
4. 24 ore al giorno (testo di Carlo Rossi; musica di Isabetta) - 2:33
5. Sono contento (testo e musica di Gianni Morandi) - 1:40
6. Il primo whisky (testo di Luciano Beretta e Marcello Marchesi; musica di Mario Bertolazzi) - 2:12

Lato B
1. Go-Kart Twist (testo di Pilantra; musica di Ennio Morricone) - 2:29
2. Loredana (testo e musica di Gennaro Zingariello) - 3:19
3. Che me ne faccio del latino (testo di Luciano Beretta e Marcello Marchesi; musica di Mario Bertolazzi) - 2:35
4. Ho chiuso le finestre (testo di Franco Migliacci; musica di Luis Enriquez) - 2:52
5. Meglio il madison (testo di Camucia; musica di Luis Enriquez) - 2:34
6. Corri corri (testo di Pilantra; musica di Ennio Morricone) - 2:01

## Musicisti
- Gianni Morandi - voce
- Orchestra di Ennio Morricone - archi
- 4+4 - cori
- Cantori Moderni di Alessandroni - cori